# Nadia Azzi
Pour les articles homonymes, voir Azzi.
Nadia Azzi (née le 11 août 1998 à Dunedin (Floride), où elle réside) est une pianiste américaine. Elle est d'origine libanaise (père) et japonaise (mère). Elle a commencé à jouer de la musique classique au piano à l'âge de quatre ans et demi, et a gagné de nombreux prix.

## Études
Après sa participation au Festival de musique d'Orfeo en 2010, Nadia Azzi est acceptée à l'Aspen Music Festival and School pour poursuivre ses études sous la responsabilité de Yoheved Kaplinsky, professeur de musique à la Juilliard School, elle-même lauréate de plusieurs prix en tant que pianiste classique.

## Carrière
Nadia fait ses débuts en musique à New York en se produisant au Carnegie Hall. En 2010, elle fait son entrée sur la scène européenne au Teatro Communale au Sterzing en Italie. Parallèlement, elle donne des récitals dans d'autres endroits aux États-Unis, notamment à Aspen, Colorado. En juin 2011, elle donne une prestation du Concerto pour piano nº 2 de Beethoven de Beethoven avec le Boston Neo-politan Chamber Orchestra à Cambridge, sous la direction de Jon Ceander Mitchell. Au cours de la même année, Nadia est présentée en vedette exclusive du programme Impromptu de la station américaine de radio 98.7 WFMT, puis termine l'année 2011 en donnant un concert solo au New Music School de Chicago.

## Prix
Nadia Azzi est lauréate de plusieurs prix, dont le premier, la médaille d'or de l'American Association for the Development of the Gifted and Talented (AADGT), est remporté à l'âge de 11 ans. Elle a été la plus jeune musicien à remporter un prix lors de la compétition du Festival de musique d'Orfeo en Italie en 2010. En mai 2011, elle a gagné le premier prix dans deux catégories : le « Overall » et l'« ART New Music Award » de la New Music National Young Artist Competition à Chicago, Illinois. Elle a aussi reçu le premier prix dans la catégorie « Open Junior Early Music » (en 2010) et « Open Junior Piano » (en 2011) à la Walgreens National Concerto Competition à Fort Sheridan, Illinois, organisée par Midwest Young Artists. Elle couronne ses prix en 2011, en devenant la gagnante de la compétition de « Tampa Bay Symphony Young Artists ».